# Peter O'Toole
Peter Seamus O'Toole (2 agost 1932-14 desembre 2013) va ser un actor britànic de cinema i teatre. Criat a Leeds,  Anglaterra, en una família irlandesa de Yorkshire, O'Toole ha aparegut a les llistes dels millors actors de publicacions a Anglaterra i Irlanda. El 2020, va situar-se quart en la llista de The Irish Times dels millors actors de cinema irlandesos
Va assistir a la Royal Academy of Dramatic Art i va començar a treballar al teatre, obtenint el reconeixement com a actor shakespearià al Bristol Old Vic i amb l'English Stage Company. El 1959 va fer el seu debut al West End a The Long and the Short and the Tall, i va interpretar el paper principal a Hamlet a la primera producció del National Theatre el 1963.
Va debutar al cinema el 1959, O'Toole va obtenir el reconeixement internacional interpretant a T. E. Lawrence a Lawrence of Arabia (1962) per la qual va rebre la seva primera nominació a l'Oscar al millor actor. Va ser nominat a aquest premi altres set vegades: per interpretar el rei Enric II tant a Becket (1964) com a Becket (1964) i The Lion in Winter (1968), Goodbye, Mr. Chips (1969), The Ruling Class (1972), The Stunt Man (1980), My Favorite Year (1982) i Venus - i té el rècord de nominacions a l'Oscar per haver actuat sense guanyar (ja compartit amb Glenn Close). El 2002, O'Toole va rebre el premi honorífic de l'Acadèmia pels seus èxits professionals. A més, va rebre quatre premis Globus d'Or, un premi BAFTA al millor actor britànic i un premi Emmy Primetime. Altres representacions inclouen What's New Pussycat (1965), How to Steal a Million (1966), Supergirl (1984), i papers menors a The Last Emperor (1987) i Troia (2004). També va doblar Anton Ego, el crític de restaurants a Ratatouille de Pixar (2007).

## Primers anys
Peter Seamus O'Toole va néixer el 2 d'agost de 1932, fill de Constance Jane Eliot (nascuda Ferguson), infermera escocesa, i Patrick Joseph "Spats" O'Toole, jugador de futbol irlandès, jugador de futbol i corredor d'apostes. Els registres oficials mostren que va néixer a l'Hospital Universitari St James de la ciutat anglesa de Leeds, encara que altres fonts donen el seu lloc de naixement com la regió irlandesa de Connemara, tot i que la data no coincideix amb la informació o els registres oficials de O'Toole. O'Toole va afirmar que no estava segur del seu lloc de naixement ni de la seva data, i va assenyalar en la seva autobiografia que va acceptar el 2 d'agost com a data de naixement, però que tenia un certificat de naixement de cada país, segons registres de l'Oficina del Registre General de Leeds que confirmen que va néixer a St James. Hospital Universitari el 2 d'agost de 1932; tot i que va créixer a la ciutat anglesa, es considerava irlandès.
Va tenir una germana gran anomenada Patricia i va créixer al suburbi de Hunslet, al sud de Leeds . Quan tenia un any, la seva família va començar una gira de cinc anys per les principals ciutats de l'hipòdrom del nord d'Anglaterra. Ell i la seva germana van ser criats en la fe catòlica del seu pare.O'Toole va ser evacuat de Leeds a principis de la Segona Guerra Mundial, i va anar a una escola catòlica durant set o vuit anys: St Joseph's Secondary School, als afores de Leeds. Més tard va dir: "Jo solia tenir por de les monges: tota la seva negació de la dona - els vestits negres i l'afaitat dels cabells - era tan horrible, tan terrorífic. […] Per descomptat, això és tot està aturat. Ara prenen gintònic als pubs de Dublín, i un parell d'ells em van llançar els seus bonics turmells just l'altre dia."
En sortir de l'escola, O'Toole va obtenir feina com a periodista en pràctiques i fotògraf al Yorkshire Evening Post, fins que va ser cridat al servei nacional com a comunicador a la Royal Navy. Com es va informar en una entrevista de ràdio el 2006 a NPR, un oficial li va preguntar si tenia alguna cosa que sempre havia volgut fer. La seva resposta va ser que sempre havia volgut intentar ser poeta o actor. Va assistir a la Royal Academy of Dramatic Art (RADA) del 1952 al 1954 amb una beca. Això va arribar després de ser rebutjat pel Abbey Theatre's drama school de Dublín del director Ernest Blythe, perquè no sabia parlar la llengua irlandesa. A RADA, formava part de la mateixa classe que Albert Finney, Alan Bates i Brian Bedford. O'Toole va descriure això com "la classe més notable que va tenir mai l'acadèmia, tot i que en aquell moment no se'ns comptava gaire. A tots ens consideraven estupefactes".

## Carrera

### Dècada del 1950
O'Toole va començar a treballar al teatre, obtenint el reconeixement com a actor shakespearià al Bristol Old Vic i amb la English Stage Company, abans de debutar a la televisió el 1954. Va interpretar a un soldat en un episodi de The Scarlet Pimpernel el 1954. es va establir al Bristol Old Vic del 1956 al 1958, apareixent en produccions de King Lear (1956), The Recruiting Officer (1956), Major Barbara (1956), Othello (1956) i The Slave of Truth (1956). Va ser Henry Higgins a Pygmalion (1957), Lysander a A Midsummer Night's Dream (1957), Uncle Gustve a Oh! My Papa! (1957) i Jimmy Porter a Look Back a Anger (1957). O'Toole va ser Tanner a Man and Superman de Shaw (1958), una interpretació que repetia sovint durant la seva carrera. També va estar a Hamlet (1958), The Holiday (1958), Amphitryon '38 (1958) i Waiting for Godot (1958) (com a Vladimir). Esperava que The Holiday el portés al West End, però finalment es va doblar a les províncies; durant aquest programa va conèixer a Sian Phillips, que es va convertir en la seva primera esposa.
O'Toole va continuar apareixent a la televisió, apareixent en episodis de Armchair Theatre ("The Pier", 1957) i BBC Sunday-Night Theatre ("The Laughing Woman", 1958) i va participar en l'adaptació televisiva de The Castiglioni Brothers (1958). Va debutar a Londres en un musical musical Oh, My Papa. O'Toole va guanyar fama al West End en l'obra The Long and the Short and the Tall, representada al Royal Court a partir del gener de 1959. Entre els seus companys de repartiment hi havia Robert Shaw i Edward Judd i va ser dirigida per Lindsay Anderson. Va repetir la seva actuació per a la televisió a la Theatre Night el 1959 (tot i que no va aparèixer a la versió cinematogràfica del 1961). L'espectacle es va traslladar al West End a l'abril i va guanyar O'Toole al millor actor de l'any el 1959.

### Dècada del 1960
O'Toole tenia molta demanda. Segons els informes, va rebre cinc ofertes de contractes a llarg termini, però les va rebutjar. El seu primer paper va ser un petit paper en la versió de Disney de Kidnapped (1960), interpretant el gaiter al costat de Peter Finch. El seu segon llargmetratge va ser The Savage Innocents (1960) amb Anthony Quinn, sota el director Nicholas Ray. Amb la seva llavors esposa Sian Phillips va fer Siwan: The King's Daughter (1960) per a la televisió. El 1960 va tenir una temporada de nou mesos a la Royal Shakespeare Company de Stratford, apareixent a The Taming of the Shrew (com Petruchio), El mercader de Venècia (com Shylock) i Troilus i Cressida (com a Thersites). Podria haver guanyat més diners en pel·lícules, però va dir: "Has d'anar a Stratford quan tens l'oportunitat"
O'Toole havia estat vist a The Long and the Short and the Tall per Jules Buck, que més tard va establir una companyia amb l'actor. Buck va llançar O'Toole a The Day They Robbed the Bank of England (1961), un thriller de robatori del director John Guillermin. O'Toole va rebre el tercer lloc, sota Aldo Ray i Elizabeth Sellars. El mateix any va aparèixer en diversos episodis de la sèrie de televisió Rendezvous ("End of a Good Man", "Once a Horseplayer", "London-New York"). Va perdre el paper en l'adaptació cinematogràfica de Long and the Short and the Tall davant Laurence Harvey. "Em va trencar el cor", va dir més tard.
Lawrence d'Aràbia (1962)
La gran explosió d'O'Toole es va produir el novembre de 1960, quan va ser escollit per interpretar T. E. Lawrence a l'epopeia de Sir David Lean Lawrence d'Aràbia (1962), després que Albert Finney rebutgés el paper. El paper el va presentar a un públic mundial i li va valer la primera de les seves vuit nominacions a l'Oscar al millor actor. Va rebre el premi BAFTA al millor actor. La seva actuació es va classificar en el número u de la llista de les 100 millors actuacions de tots els temps de la revista Premiere. El 2003, Lawrence, retratat per O'Toole, va ser seleccionat com a desè heroi més gran de la història del cinema per l'American Film Institute. A l'escriptor, guionista i director Noel Coward se li atribueix el comentari: «Si Lawrence hagués estat tan bonic, l'haurien anomenat Florence d'Aràbia.»
O'Toole va interpretar Hamlet sota la direcció de Laurence Olivier en la producció estrena del Royal National Theatre el 1963. Va actuar a Baal (1963) al Phoenix Theatre.
Associació amb Jules Buck

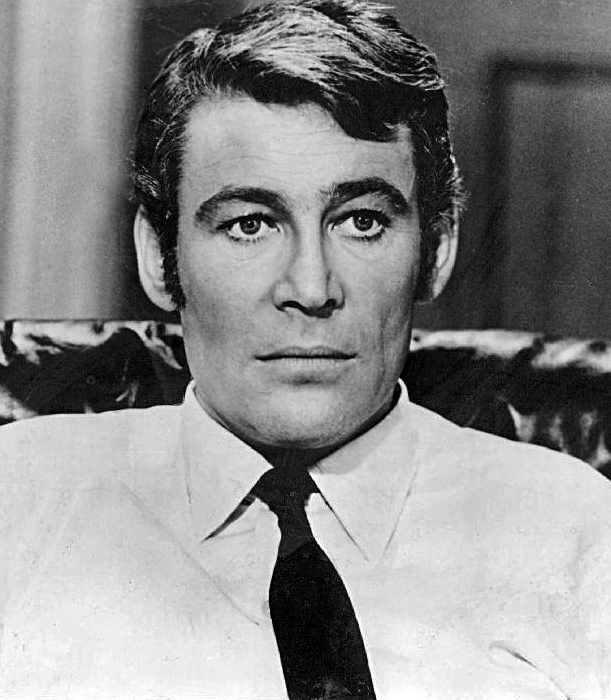
O'Toole a la pel·lícula de TV Present Laughter (1968)

Fins i tot abans de la creació de Lawrence O'Toole va anunciar que volia formar una companyia de producció amb Jules Buck. El novembre de 1961 van dir que la seva companyia, coneguda com Keep Films (també coneguda com Tricolor Productions), faria una pel·lícula protagonitzada per Terry-Thomas, Operation Snatch. El 1962 O'Toole i Buck van anunciar que volien fer una versió de Waiting for Godot per 80.000 lliures esterlines. La pel·lícula mai es va fer. En canvi, la seva primera producció va ser Becket (1964), on O'Toole va interpretar al rei Enric II al costat de Richard Burton. La pel·lícula, feta en associació amb Hal Wallis, va ser un èxit econòmic. O'Toole va rebutjar el paper principal de a El cardenal (1963). En canvi, ell i Buck van fer una altra epopeia, Lord Jim (1965), basada en la novel·la de Joseph Conrad dirigida per Richard Brooks. Ell i Buck pretenien seguir això amb una biografia de Will Adams i una pel·lícula sobre la Càrrega de la Brigada Lleugera, però cap dels dos projectes va succeir. En canvi, O'Toole va entrar a What's New Pussycat? (1965), una comèdia basada en un guió de Woody Allen, que va assumir un paper originalment destinat a Warren Beatty. Protagonitzada al costat de Peter Sellers, va ser un gran èxit.
Ell i Buck van ajudar a produir The Party's Over (1965). O'Toole va tornar a l'escenari amb Ride a Cock Horse al teatre Piccadilly el 1965, que va ser revisat durament. Va fer una pel·lícula de robatori amb Audrey Hepburn, How to Steal a Million (1966), dirigida per William Wyler. Va interpretar Els tres àngels a La Bíblia (1966), dirigida per John Huston. El 1966 al Gaiety Theatre de Dublín va aparèixer en produccions de Juno and the Paycock i Man and Superman. Sam Spiegel, productor de Lawrence d'Aràbia, va reunir O'Toole amb Omar Sharif a The Night of the Generals (1967), que va ser una decepció de taquilla. O'Toole va participar en una adaptació de l'obra de Noël Coward Present Laughter per a la televisió en 1968, i va fer un cameo a Casino Royale (1967).
El lleó a l'hivern (1968)

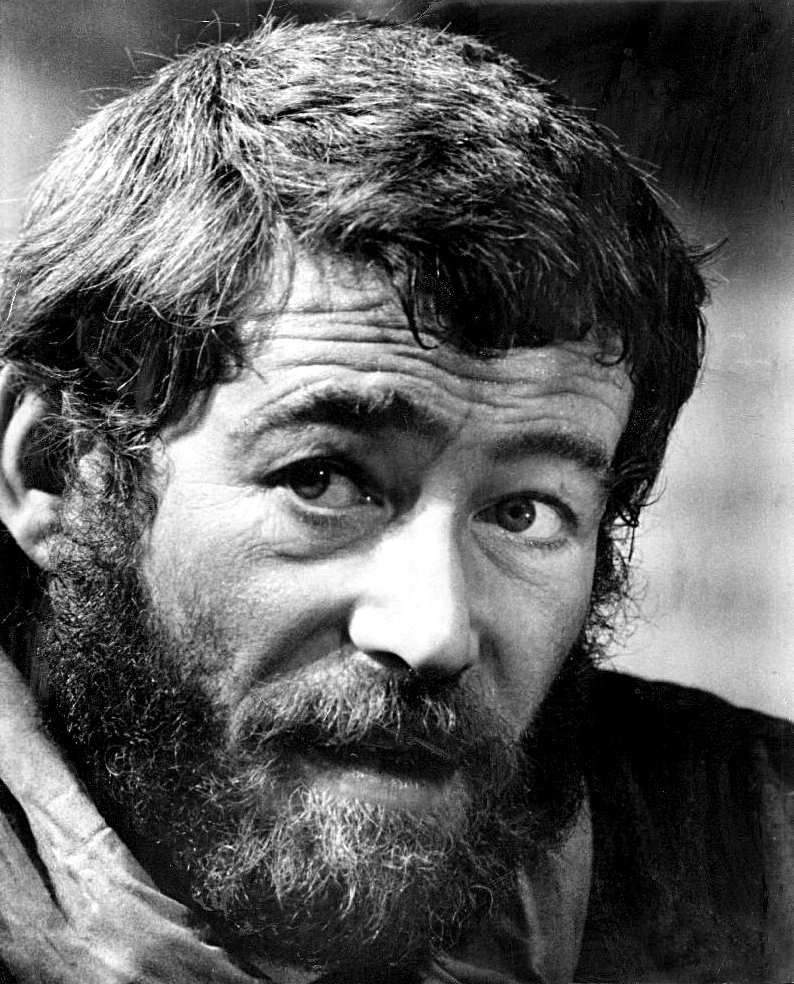
Com Enric II a The Lion in Winter (1968)

Va tornar a interpretar Enric II a The Lion in Winter (1968) al costat de Katharine Hepburn i va tornar a ser nominat a l'Oscar, una de les poques vegades que un actor havia estat nominat interpretant el mateix personatge en diferents pel·lícules. La pel·lícula també va tenir èxit a la taquilla.
Menys popular va ser was Great Catherine (1968) amb Jeanne Moreau, una adaptació de l'obra de George Bernard Shaw que Buck i O'Toole van coproduir.
Goodbye Mr Chips (1969)
El 1969 va interpretar el paper principal a la pel·lícula Goodbye, Mr. Chips, una adaptació musical de la novel·la de James Hilton, protagonitzada amb Petula Clark. De nou va ser nominat a l'Oscar com a millor actor i va guanyar un Globus d'Or al millor actor musical o còmic. O'Toole va complir una ambició de per vida en 1970, quan va actuar a l'escenari Tot esperant Godot de Samuel Beckett, juntament Donal McCann, al Abbey Theatre de Dublín.
En altres pel·lícules va interpretar a un home enamorat de la seva germana (interpretada per Susannah York) a Country Dance (1970). O'Toole va protagonitzar una pel·lícula de guerra per al director Peter Yates, Murphy's War (1971), que apareixia al costat de Sian Phillips. Es va reunir amb Richard Burton en una versió cinematogràfica de Under Milk Wood (1972) de Dylan Thomas, produïda per ell i Buck; i coprotagonitzada per Elizabeth Taylor. La pel·lícula no va ser un èxit popular.

### Dècada del 1970
The Ruling Class (1972)
O'Toole va rebre una altra nominació a l'Oscar per la seva actuació a The Ruling Class (1972), feta per a la seva pròpia companyia. El 1972, va interpretar tant a Miguel de Cervantes com a la seva creació fictícia Don Quixot a Man of La Mancha, l'adaptació cinematogràfica de l'èxit musical de Broadway de 1965, al costat de Sophia Loren. La pel·lícula va ser un fracàs crític i comercial, criticat per l'ús principalment d'actors que no cantaven. El seu cant va ser doblat pel tenor Simon Gilbert, però els altres actors van cantar ells mateixos. O'Toole i el seu coprotagonista James Coco, que va interpretar el servent de Cervantes i a Sancho Panza, van rebre nominacions als Globus d'Or per les seves actuacions.
O'Toole no va fer cap pel·lícula durant diversos anys. Va actuar al Bristol Old Vic del 1973 al 1974 amb L'oncle Vània, Plunder, The Apple Cart i Judgement. Va tornar a les pel·lícules amb Rosebud (1975), un thriller d'Otto Preminger, on O'Toole va substituir Robert Mitchum a l'últim moment. El va seguir amb Man Friday (1975), una adaptació de la història de Robinson Crusoe, que va ser l'últim treball de Keep Films. O'Toole va fer Foxtrot (1976), dirigida per Arturo Ripstein. Va ser aclamat per la crítica per la seva actuació a Rogue Male (1976) per a la televisió britànica. Va fer Dead Eyed Dicks a l'escenari de Sydney el 1976. Menys ben rebuda va ser Power Play (1978), feta al Canadà, i Alba zulú (1979), rodada a Sud-àfrica. Va fer una gira amb L'oncle Vània i Present Laughter a l'escenari. El 1979, O'Toole va interpretar Tiberi al biòpic produït per Penthouse, Calígula.

### Dècada del 1980
The Stunt Man (1980)
El 1980, va rebre l'aclamació de la crítica per interpretar al director a la pel·lícula The Stunt Man. La seva interpretació li va valer una nominació a l'Oscar. Va aparèixer en una mini sèrie per a la televisió irlandesa Strumpet City, on va interpretar a James Larkin. Va seguir això amb una altra mini sèrie Masada (1981), interpretant a Luci Flavi Silva. El 1980 va actuar a Macbeth a l'Old Vic per 500 dòlars setmanals, una actuació que va guanyar a O'Toole algunes de les pitjors crítiques de la seva carrera.
My Favorite Year (1982)
O'Toole va ser nominat per a un altre Oscar per My Favorite Year (1982), una comèdia romàntica sobre el darrere de les escenes en un espectacle de varietats de 1950 de televisió, en què O'Toole juga un envellida estrella de cinema de capa i espasa que recorda a Errol Flynn. Va tornar als escenaris de Londres amb una representació a Man and Superman (1982) que va tenir una millor acollida que el seu MacBeth. Es va centrar en la televisió, fent una adaptació de Man and Superman (1983), Svengali (1983), Pygmalion (1984), i Kim (1984),, i proporcionant la veu de Sherlock Holmes per a una sèrie de pel·lícules de televisió d'animació. Va fer Pigmalió a l'escenari el 1984 al Shaftesbury Theatre del West End.
O'Toole va tornar als llargmetratges de Supergirl (1984), Creator (1985), Club Paradise (1986), L'hotel dels fantasmes (1987) i The Last Emperor com a Sir Reginald Johnston. Va aparèixer a Broadway en una adaptació de Pigmalió (1987), al costat d'Amanda Plummer. Va durar 113 representacions.
Jeffrey Bernard Is Unwell (1989)
Va guanyar un premi Laurence Olivier per la seva interpretació a Jeffrey Bernard Is Unwell (1989). Les seves altres aparicions durant aquesta dècada inclouen Uncle Silas (1989) per a la televisió.

### Dècada del 1990
Les actuacions d'O'Toole als anys 90 inclouen Wings of Fame (1990); The Rainbow Thief (1990), amb Sharif; ; King Ralph (1991) amb John Goodman; Isabelle Eberhardt (1992); Rebecca's Daughters (1992), (1992), a Gal·les; Civvies (1992), una sèrie de televisió britànica; ; The Seventh Coin (1993); Heaven & Hell: North & South, Book III (1994), (1994), per a TV nord-americana; i and Heavy Weather (1995), per a la televisió britànica. Va estar en una adaptació de Gulliver's Travels (1996), interpretant l'Emperador de Liliput; FairyTale: A True Story (1997), fent de Sir Arthur Conan Doyle; Phantoms (1998), d'una novel·la de Dean Koontz; i Molokai: The Story of Father Damien (1999). Va guanyar el Premi Emmy Primetime pel seu paper de bisbe Pierre Cauchon a la mini-sèrie Joan of Arc de 1999. També va produir i va protagonitzar una adaptació televisiva de Jeffrey Bernard Is Unwell (1999).

### Dècada del 2000
El treball d'O'Toole durant la dècada següent va incloure Global Heresy (2002); The Final Curtain (2003); Bright Young Things (2003); Hitler: The Rise of Evil (2003) per a TV, com Paul von Hindenburg; i Imperium: Augustus (2004) com Octavi Cèsar August. El 2004 va interpretar el rei Príam a la superproducció Troia. El 2005, va aparèixer a la televisió com la versió anterior del llegendari aventurer italià del segle xviii Giacomo Casanova a la sèrie Casanova del drama de la BBC. El Casanova més jove, vist durant la major part de l'acció, va ser interpretat per David Tennant, que havia de portar lents de contacte per fer coincidir els seus ulls marrons amb els blaus d'O'Toole. El va seguir amb un paper a Lassie (2005).
Venus (2006)
O'Toole va ser novament nominat al Premi al Millor Actor per la seva interpretació de Maurice a la pel·lícula Venus, dirigida per Roger Michell, la seva vuitena nominació. Va estar a One Night with the King (2007) i va coprotagonitzar a la pel·lícula d'animació de Pixar Ratatouille (2007), una pel·lícula d'animació sobre una rata amb somnis de convertir-se en el millor xef de París, com Anton Ego, un crític gastronòmic. Va tenir un petit paper a Stardust (2007). També va aparèixer a la segona temporada de l' èxit de la sèrie dramàtica de Showtime The Tudors (2008), interpretant el papa Pau III, que excomunicà el rei Enric VIII de l'església; un acte que condueix a un enfrontament entre els dos homes en set dels deu episodis. També el 2008 va protagonitzar al costat de Jeremy Northam i Sam Neill la pel·lícula britànica neozelandesa Dean Spanley, basada en una adaptació d'Alan Sharp de la novel·la curta de l'autor irlandès Lord Dunsany, My Talks with Dean Spanley.
Va estar a Thomas Kinkade's Christmas Cottage (2008); i Iron Road (2009), una minisèrie canadenc-xinesa. Les darreres actuacions d'O'Toole van arribar a Highway to Hell (2012) i For Greater Glory: The True Story of Cristiada (2012). El 10 de juliol de 2012, O'Toole va publicar un comunicat anunciant la seva retirada de l'actuació.
Després de la seva jubilació i mort, es van estrenar diverses pel·lícules: : Decline of an Empire (2013), com a Gai Corneli Gal; and Diamond Cartel (2017).

## Vida personal

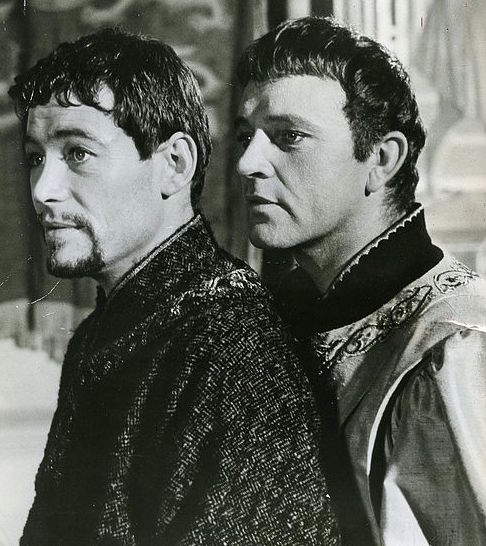
O'Toole (esquerra) amb Richard Burton a Becket (1964). Els dos actors, juntament amb Richard Harris i Oliver Reed, formaven part d'un proper grup d'amics que destacaven a l'escenari londinenc i eren coneguts com a "hellraisers" ("infernistes") fora d'escena

### Opinions
Mentre estudiava a RADA a principis dels anys cinquanta, O'Toole protestava activament contra la participació britànica a la guerra de Corea. Més tard, als anys seixanta, va ser un actiu oponent de la guerra del Vietnam. Va tenir un paper en la creació de la forma actual de la coneguda cançó popular "Carrickfergus", que va relacionar amb Dominic Behan, que la va imprimir i va enregistrar a mitjans dels anys seixanta.
Tot i que va perdre la fe en la religió organitzada quan era adolescent, O'Toole va expressar sentiments positius respecte a la vida de Jesucrist. En una entrevista per al New York Times, va dir: "Ningú no em pot treure Jesús ... no hi ha dubte que hi havia una figura històrica de gran importància, amb nocions enormes. Com la pau". Es deia a si mateix "un cristià retirat" que prefereix "una educació, lectura i fets" a la fe.

### Relacions
El 1959 es va casar amb l'actriu gal·lesa Siân Phillips, amb qui va tenir dues filles: l'actriu Kate i Patricia. Es van divorciar el 1979. Phillips va dir més tard en dues autobiografies que O'Toole l'havia sotmesa a una crueltat mental, en gran part alimentada per l'alcohol, i que estava sotmesa a episodis d'extrema gelosia quan finalment el va deixar per a un amant més jove.
O'Toole i la seva xicota, la model Karen Brown, van tenir un fill, Lorcan O'Toole (nascut el 17 de març de 1983), quan O'Toole tenia cinquanta anys. Lorcan, ara actor, era alumne de la Harrow School, abordant a West Acre des del 1996.

### Esports
O'Toole jugava a la lliga de rugbi de petit a Leeds i també era fan de la unió de rugbi, assistint als partits del Cinc Nacions amb amics com Richard Harris, Kenneth Griffith, Peter Finch i Richard Burton. També va ser un jugador de tota la vida, entrenador i entusiasta del cricket i un fan de Sunderland A.F.C. El seu suport a Sunderland li va ser transmès a través del seu pare, que va ser treballador a Sunderland durant molts anys. Va ser nomenat el seu fan més famós. L'actor en una entrevista posterior va expressar que ja no es considerava un fanàtic després de la demolició de Roker Park i el posterior trasllat al Stadium of Light. Va descriure Roker Park com la seva última connexió amb el club i que tot el que "significaven per a ell era quan eren a Roker Park".
O'Toole va ser entrevistat almenys tres vegades per Charlie Rose en el seu talk show homònim. En una entrevista del 17 de gener de 2007, O'Toole va afirmar que l'actor britànic Eric Porter l'havia influït més i va afegir que la diferència entre els actors d'ahir i d'avui és que els actors de la seva generació estaven formats per a "teatre, teatre, teatre". També creu que el repte de l'actor és "utilitzar la seva imaginació per vincular-se a la seva emoció" i que "les bones parts són bons actors". No obstant això, en altres llocs (inclòs el comentari en DVD de Becket), O'Toole va acreditar a Donald Wolfit com el seu mentor més important.

### Salut
Una greu malaltia gairebé va acabar amb la vida d'O'Toole a finals dels anys setanta. El seu càncer d'estómac es va diagnosticar erròniament com a resultat del seu excés alcohòlic. O'Toole va ser operat el 1976 perquè li extirpessin el pàncrees i una gran part de l'estómac, cosa que va provocar una diabetis dependent de la insulina. El 1978, gairebé va morir per un trastorn de la sang. Finalment es va recuperar i va tornar a treballar. Va residir a Sky Road, als afores de Clifden, Connemara, al comtat de Galway des de 1963, i al moment més àlgid de la seva carrera va mantenir cases a Dublín, Londres i París (al Ritz, que va ser on suposadament va viure el seu personatge a la pel·lícula How to Steal a Million).
En una entrevista amb la Ràdio Pública Nacional al desembre de 2006, O'Toole va revelar que tenia memoritzars tots els 154 sonets de Shakespeare. Romàntic autodescrit, O'Toole considerava els sonets com una de les millors col·leccions de poemes anglesos i que els llegia diàriament. A Venus, recita el sonet 18 ("Et compararé amb un dia d'estiu?"). O'Toole va escriure dues memòries. Loitering With Intent: The Child narra la seva infància en els anys previs a la Segona Guerra Mundial i va ser un llibre notable de l'any del New York Times el 1992. El seu segon, Loitering With Intent: The Apprentice, tracta dels anys que va passar entrenant amb un grup d'amics a la Reial Acadèmia d'Art Dramàtic .

### Mort

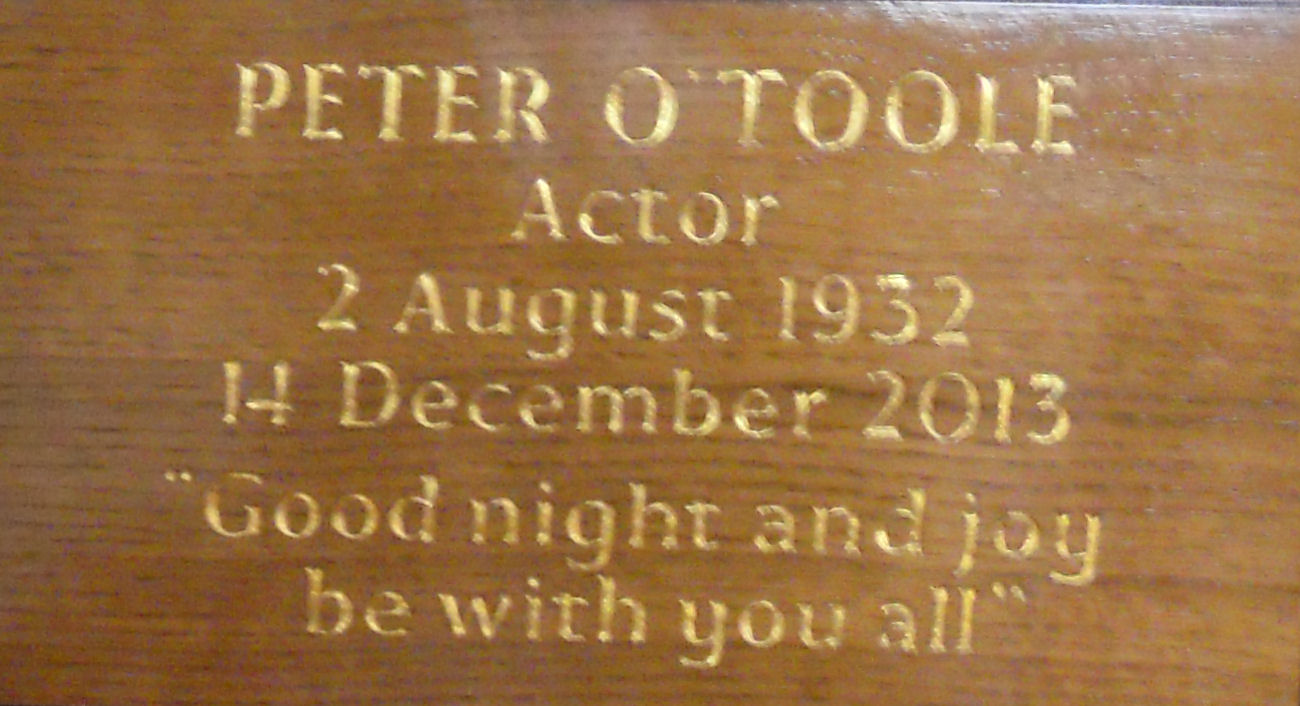
La placa commemorativa d'O'Toole a l'església de St Paul a Covent Garden, Londres

O'Toole es va retirar de l'actuació el juliol de 2012 a causa de la recurrència del càncer d'estómac. Va morir el 14 de desembre de 2013 a l'Hospital Wellington de St John's Wood, Londres, a l'edat de 81 anys. El seu funeral es va celebrar al Golders Green Crematorium de Londres el 21 de desembre de 2013, on el seu cos va ser incinerat en un taüt de vímet. La seva família va declarar la seva intenció de complir els seus desitjos i portar les seves cendres a l'oest d'Irlanda.
El 18 de maig de 2014 es va llançar un nou premi en memòria de Peter O'Toole a l'escola de teatre Bristol Old Vic; això inclou un premi anual atorgat a dos joves actors de l'Escola, inclòs un contracte professional al teatre Bristol Old Vic. Té una placa commemorativa a St Paul, l'església dels actors a Covent Garden, Londres.
El 21 d'abril de 2017, el Harry Ransom Center de la Universitat de Texas a Austin va anunciar que Kate O'Toole havia col·locat l'arxiu del seu pare al centre de recerca en humanitats. La col·lecció inclou guions d'O'Toole, extensos escrits publicats i inèdits, accessoris, fotografies, cartes, registres mèdics i molt més. S'uneix als arxius de diversos col·laboradors i amics d'O'Toole, com Donald Wolfit, Eli Wallach, Peter Glenville, Sir Tom Stoppard, and Dame Edith Evans.

## Filmografia
- 1960: Kidnapped; Objectiu: Banc d'Anglaterra; Les dents del diable
- 1962: Lawrence d'Aràbia
- 1964: Becket
- 1965: Lord Jim; Com va això, gateta?; Castells a la sorra (només la veu, no surt als crèdits).
- 1966: How to steal a millon...; La Bíblia
- 1967: La nit dels generals; Casino Royale (no surt als crèdits); Present Laughter (TV)
- 1968: The Lion in the winter; Great Catherine
- 1969: Goodbye, Mr. Chips
- 1970: Brotherly love; Country Dance
- 1971: Murphy’s war
- 1972: Under milk wood, The ruling Class, L'home de La Mancha
- 1975: Rosebud
- 1976: Rogue Male (TV), Foxtrot
- 1978: Power play
- 1979: Alba zulú; Calígula
- 1980: The Stunt Man
- 1981: Masada (minisèrie TV)
- 1982: El meu any preferit; Man and Superman
- 1983: Sherlock Holmes and the Valley of Fear (només la veu); Sherlock Holmes and a Study in Scarlet (només la veu); Sherlock Holmes and the Baskerville Curse (només la veu); Sherlock Holmes and the Sign of Four (només la veu); Pigmalion (TV); Svengali (TV), Kim (TV)
- 1984: Supergirl
- 1985: Creator
- 1986: Club Paradise
- 1987: L'últim emperador; The Dark Angel (TV)
- 1988: L'hotel dels fantasmes
- 1989: In una notte di chiaro di luna
- 1990: The Rainbow Thief; Wings of Fame; Crossing to Freedom (TV); El príncep encantat (només la veu)
- 1991: King Ralph; Isabelle Eberhardt
- 1992: Ciwies (TV); Les filles de Rebecca
- 1993: The Seventh Coin
- 1994: Heaven and Heill: North and South; Book 3 (minisèrie TV)
- 1995: Fa mal temps (TV)
- 1996: Els viatges de Gulliver (TV)
- 1997: Fairy tale: a true story
- 1998: Fantasmes (Phantoms); Coming Home (TV)
- 1999: The Manor; Molokai; The Story of Father Damien; Joan of Arc (TV); Jeffrey Bernard is Unwell (TV)
- 2002: Una rockera de cuidat; The Final Curtain
- 2003: Bright Young Things; Hitler, el regnat del mal (TV); Augustus, el primer emperador (TV)
- 2004: Troia
- 2005: Casanova (TV); Lassie
- 2006: Venus; One Night With the King
- 2007: Ratatuoille (només la veu); Stardust
- 2008: Els Tudor (TV); Iron Road (TV); Thomas Kinkade’s Home For Christmas; Dean Spanley
- 2009: L'espia de Déu

## Premis i nominacions
O'Toole va rebre nombroses nominacions i premis. Se li va oferir ser fet cavaller, però ho va rebutjar en oposició a les polítiques de la primera ministra Margaret Thatcher. Va rebre quatre premis Globus d'Or, un BAFTA al millor actor britànic (per Lawrence of Arabia) i un Premi Emmy Primetime.
Nominacions als premis Oscar
O'Toole va ser nominat vuit vegades a l'Oscar al millor actor en un paper principal, però mai va ser capaç de guanyar un Oscar competitiu. El 2002, l'Acadèmia el va honrar amb un premi honorífic de l'Acadèmia per tota la seva obra i la seva contribució al cinema durant tota la seva vida. O'Toole, inicialment, es va negar a acceptar-ho i va escriure a l'Acadèmia una carta dient que "encara estava en el joc" i li agradaria més temps per "guanyar directament a l'encantador bugger". L'Acadèmia li va comunicar que atorgarien el premi tant si ho volia com si no. Li va dir a Charlie Rose el gener del 2007, que els seus fills el van amonestar, dient que era el màxim honor que es podia rebre en la indústria cinematogràfica. O'Toole va acceptar presentar-se a la cerimònia i rebre el seu Oscar d'honor. Li va ser presentat per Meryl Streep, que té més nominacions als Oscar de qualsevol actor o actriu (19)
Va fer broma amb Robert Osborne, durant una entrevista al festival de cinema de Turner Classic Movies, que va dir que era el "perdedor més gran de tots els temps", a causa de la seva manca d'un premi de l'Acadèmia, després de moltes nominacions.
| Any  | Pel·lícula         | Guanyador                                   | També nominats |
| ---- | ------------------ | ------------------------------------------- | --- |
| 1962 | Lawrence of Arabia | Gregory Peck – To Kill a Mockingbird        | Burt Lancaster – Birdman of Alcatraz Jack Lemmon – Days of Wine and Roses Marcello Mastroianni – Divorce Italian Style |
| 1964 | Becket             | Rex Harrison – My Fair Lady                 | Richard Burton – Becket Anthony Quinn – Zorba the Greek Peter Sellers – Dr. Strangelove                                |
| 1968 | The Lion in Winter | Cliff Robertson – Charly                    | Alan Arkin – The Heart Is a Lonely Hunter Alan Bates – The Fixer Ron Moody – Oliver!                                   |
| 1969 | Goodbye, Mr. Chips | John Wayne – True Grit                      | Richard Burton – Anne of the Thousand Days Dustin Hoffman – Midnight Cowboy Jon Voight – Midnight Cowboy               |
| 1972 | The Ruling Class   | Marlon Brando – The Godfather (declined)    | Michael Caine – Sleuth Laurence Olivier – Sleuth Paul Winfield – Sounder                                               |
| 1980 | The Stunt Man      | Robert De Niro – Raging Bull                | Robert Duvall – The Great Santini John Hurt – The Elephant Man Jack Lemmon – Tribute                                   |
| 1982 | My Favorite Year   | Ben Kingsley – Gandhi                       | Dustin Hoffman – Tootsie Jack Lemmon – Missing Paul Newman – The Verdict                                               |
| 2006 | Venus              | Forest Whitaker – The Last King of Scotland | Leonardo DiCaprio – Blood Diamond Ryan Gosling – Half Nelson Will Smith – The Pursuit of Happyness                     |

### Premis
- 1963: Globus d'Or a la millor nova promesa masculina
- 1963: BAFTA al millor actor britànic per Lawrence d'Aràbia
- 1965: Globus d'Or al millor actor dramàtic per Becket
- 1965: Premi Sant Jordi al millor actor estranger per Becket
- 1969: Globus d'Or al millor actor dramàtic per The Lion in Winter
- 1970: Globus d'Or al millor actor musical o còmic per Goodbye, Mr. Chips
- 1984: Premi Sant Jordi al millor actor estranger per My Favorite Year
- 1999: Primetime Emmy al millor actor secundari en minisèrie o telefilm per Joan of Arc
- 2003: Oscar honorífic

### Nominacions
- 1963: Oscar al millor actor per Lawrence d'Aràbia
- 1963: Globus d'Or al millor actor dramàtic per Lawrence d'Aràbia
- 1965: Oscar al millor actor per Becket
- 1965: BAFTA al millor actor britànic per Becket
- 1969: Oscar al millor actor per The Lion in Winter
- 1970: Oscar al millor actor per Goodbye, Mr. Chips
- 1973: Oscar al millor actor per The Ruling Class
- 1973: Globus d'Or al millor actor musical o còmic per Man of La Mancha
- 1981: Oscar al millor actor per The Stunt Man
- 1981: Globus d'Or al millor actor dramàtic per The Stunt Man
- 1981: Primetime Emmy al millor actor en sèrie o especial per Masada
- 1982: Globus d'Or al millor actor secundari en minisèrie o telefilm per Masada
- 1983: Oscar al millor actor per My Favorite Year
- 1983: Globus d'Or al millor actor musical o còmic per My Favorite Year
- 1989: BAFTA al millor actor secundari per The Last Emperor
- 2000: Globus d'Or al millor actor secundari en sèrie, minisèrie o telefilm per Joan of Arc
- 2003: Primetime Emmy al millor actor secundari en minisèrie o telefilm per Hitler: The Rise of Evil
- 2007: Oscar al millor actor per Venus
- 2007: Globus d'Or al millor actor dramàtic per Venus
- 2007: BAFTA al millor actor per Venus